# Сага про Форкосиганів
Воркосіґанська сага — цикл науково-фантастичних романів і оповідань, дія яких відбувається у єдиному вигаданому Всесвіті, американської авторки Лоїс Макмастер Буджолд. Перший з них був опублікований 1986 року, останній на поточний час — 2016 року.
Праці циклу отримали численні нагороди і номінації, включаючи три премії Г'юго.
Підхід Буджолд варіюється, іноді перехрещуючи жанри. Всі романи містять елементи гумору і комедії, які іноді дуже чорні або поєднується з трагічною загибеллю або втратами. Вона змішує військові пригоди, політичний трилер, романтичний роман і детектив в різних пропорціях.
Події творів подаються з точки зору жіночих персонажів (Корделія в «Уламках честі»' і «Барраярі»; Єкатерин в «Комарр» і «Громадській кампанії»), гея («Етан з Афона») та пари братів, один з яких є інвалідом, а інший — клоном (Майлз і Марк Форкосігани), їхнього двоюрідного брата (Іван Форпатріл), а також деяких менш освічених персонажів (наприклад, охоронця Роіка чи хлопчика-втікача Цзінь).
Важливим наголосом серії є медична етика. Автор акцентує увагу на проблемах персональної ідентичності, зокрема, про роль фізичної оболонки при визначенні особистості. У цьому науково-фантастичному контексті на ідентичність можуть впливати біотехнології, генетичні маніпуляції, клонування та медичні технології, що дозволяють заміну непрацездатних систем  організму і продовження життя. Деякі історії досліджують взаємозв'язки між вихованням дітей, коханням і сексуальною активністю.
Різні форми суспільства і влади, які зображує Буджолд, часто віддзеркалюють сучасну політику. У багатьох романах існує контраст між високотехнологічною егалітарною Колонією Бета і героїчним, мілітаристичним, ієрархічним суспільством Барраяра, де особисті відносини повинні забезпечити соціальну спадкоємність. Майлз Форкосіган, головний герой всього серіалу, є сином бетанської матері та барраярського аристократа, втілюючи цей контраст.

## Твори циклу
Книги циклу за датою публікації:
- Етан з Афона[en] (Ethan of Athos), 1986
- Уламки честі[en] (Shard of Honor), 1986
- Учень воїна[fr] (Warrior's Appreantice), 1986
- Вільне падіння[en], (Falling Free), 1987
- Гори скорботи[pl] (The Mountains of Mourning), 1989
- Лабіринт[fr] (Labyrinth), 1989
- Межі нескінченності[es] (The Borders of Infinity), 1989
- Брати за зброєю[en] (Brothers in Arms), 1989
- Гра форів (The Vor Game), 1990
- Людина погоди[en], 1990
- Барраяр (Barrayar), 1991
- Танок віддзеркалень (Mirror Dance), 1994
- Цетаганда (Cetaganda), 1995
- Пам'ять (Memory), 1996
- Комарра (роман)[en] (Komarr), 1998
- Цивільна кампанія[en] (A Civil Campaign), 1999
- Дипломатична недоторканість[en] (Diplomatic Immunity), 2002
- Дарунки до зимових свят (Winterfair Gifts), 2004
- Кріоопік (CryoBurn), 2010
- Альянс капітана Форпатріла (Captain Vorpatril's Alliance), 2012
- Джентльмен Джоул та Червона Королева[en] (Gentleman Jole and the Red Queen) (2016)

Твори циклу за хронологічним плином подій:
- Вільне падіння[en], (Falling Free), 1987
- Уламки честі[en] (Shard of Honor), 1986
- Барраяр (Barrayar), 1991
- Учень воїна[fr] (Warrior's Appreantice), 1986
- Гра форів (The Vor Game), 1990
- Людина погоди[en], 1990
- Гори скорботи[pl] (The Mountains of Mourning), 1989
- Цетаганда (Cetaganda), 1995
- Лабіринт[fr] (Labyrinth), 1989
- Межі нескінченності[es] (The Borders of Infinity), 1989
- Етан з Афона[en] (Ethan of Athos), 1986
- Межі нескінченності[es] (The Borders of Infinity), 1989 - проміжні розділи
- Брати за зброєю[en] (Brothers in Arms), 1989
- Танок віддзеркалень (Mirror Dance), 1994
- Пам'ять (Memory), 1996
- Комарра (роман)[en] (Komarr), 1998
- Цивільна кампанія[en] (A Civil Campaign), 1999
- Дарунки до зимових свят (Winterfair Gifts), 2004
- Дипломатична недоторканість[en] (Diplomatic Immunity), 2002
- Альянс капітана Форпатріла (Captain Vorpatril's Alliance), 2012
- Кріоопік (CryoBurn), 2010
- Джентльмен Джоул та Червона Королева[en] (Gentleman Jole and the Red Queen) (2016)

## Підґрунтя

### «Всесвіт Форкосиганів»
Як і в більш ранній серії «Фундація» Айзека Азімова, людство колонізувало галактику, в якій немає конкуруючих розумних видів. Першою успішною колонією була Бета. З того часу (принаймні 400 років до «Вільного падіння» або 600 років до «Уламків честі»), десятки планет тепер є домівками культур, які розвиваються самостійно.

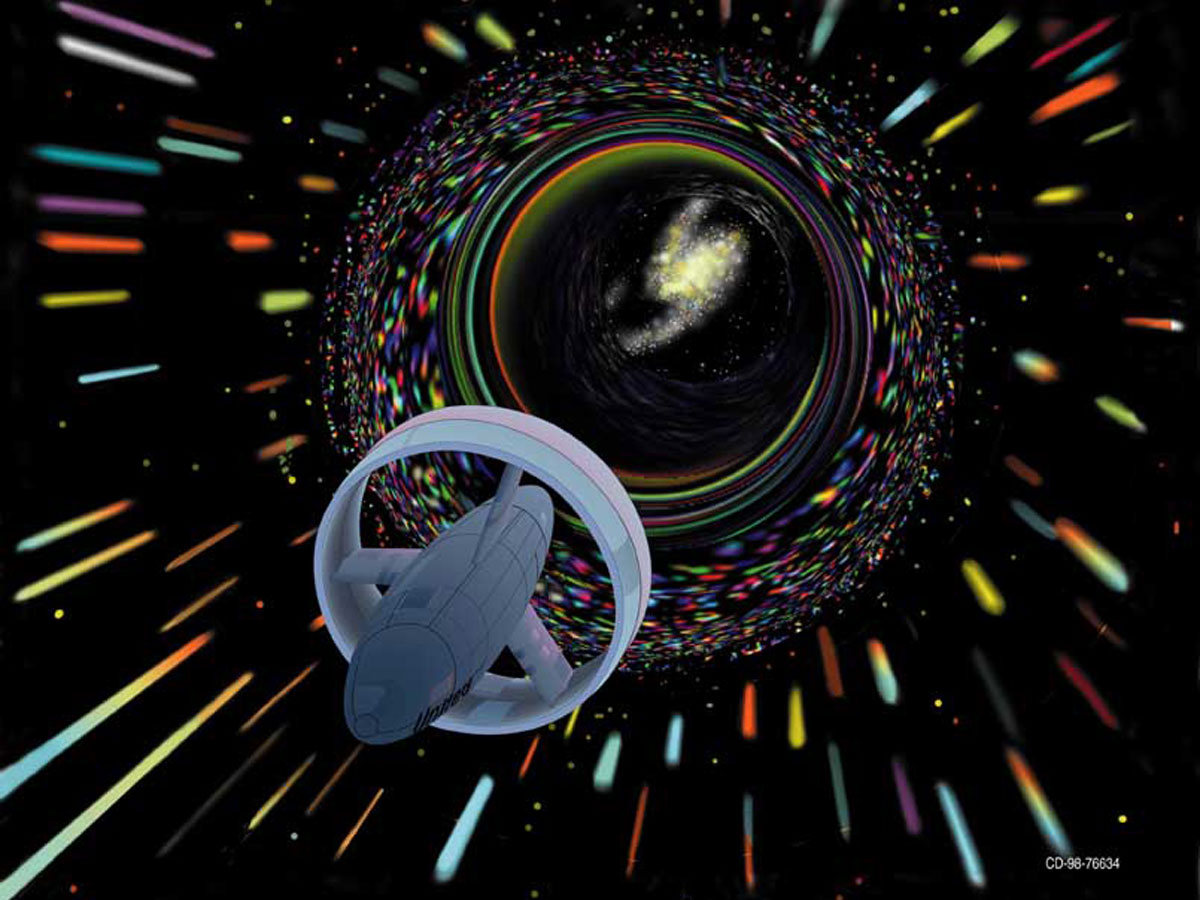
Подорож через червоточину, уявлення Les Bossinas для NASA

Подорожі між зоряними системами можливі завдяки червоточинам (просторовим аномаліям, які дозволяють миттєво «стрибати» між віддаленими один від одного місцями). Ці системи разом відомі як «Нексус Червоточин». Зазвичай по обидва боки від червоточин розташовані космічні станції, військові або комерційні, які надають порти для подорожей. Станції можуть належати планетарним урядам, або конкретним комерційним організаціям, або вони можуть бути повністю незалежними від будь-яких планетарних організацій (наприклад, Союз Квадді і станція Клейн).
Подорожі червоточинами залежать від «п'ятивимірної математики», «стрижнів генераторів поля Некліна», які згортають три виміри у п'ять, і пілотів з імплантатами в мозку, які дозволяють відчувати «стрибок» як період часу.
Більшість зоряних систем мають не більше однієї планети, яка була зроблена придатною для людей. У більшості випадків, є єдиний уряд, який домінує на всій планеті (виняток Джексонс Хоул). І Цетаганда, і Барраяр є імперіями, утвореними шляхом завоювання інших планет через сусідні червоточини. Бетанська Служба Досліджень, в яких Корделія Нейсміт є капітаном на початку «Уламків честі», наносить на карти недосліджені сектори Нексуса і досліджує нові системи планет, придатних для життя.
Буджолд приділяє побічну увагу відмінності вимірюваних інтервалів часу різних планет, вводячи «стандартний рік», заснований на земному, який прийнятий по всіх планетах Нексуса. Крім того, дні також розраховуються в «стандартних годинах» і неважливо, скільки їх, так що Барраярі день складає 26,7 годин. Буджолд сама відзначає, що їй система вимірювання часу у цьому Всесвіті ні технологічно, ні економічно не доцільна, але була використана для зручності оповідання.

### Технології
Батько і брат Буджолд були інженерами, і багато технологічних деталей, які вона включає у цей свій Всесвіт, засновані на інженерних рішеннях 20-го століття, спроектованих на нульову гравітацію або альтернативні зоряні планетарні системи (особливо це стосується «Вільного падіння», найбільш технологічно насиченого роману циклу). Деякі винаходи, такі, як маткові реплікатори, відіграють важливу тематичну роль. Багато її пристроїв, однак, просто покликані надати футуристичний блиск повсякденному життю далекого майбутнього, коли її персонажі виконують звичні дії несподіваними інструментами (наприклад, звукові пральня чи туалети).
Буджолд піднімає питання технологічної відсталості та високого рівня невдач науково-дослідницьких проектів в особистому плані, на питанні біоінженерії. Два «стрибкові» пілоти з застарілими навігаційними мозковими імплантами і інші персонажі (квадді, бетанські гермафродити, Таура, Гуппі, навіть в якійсь мірі клони, врятовані  «Танку відображень») — всі є психологічно «викинуті» в результаті припинення програм, для яких вони були розроблені.

#### Антигравітаційні технології
Космічні станції в минулому (до 200 років до подій в «Уламках честі») мали нульову гравітацію або використовували відцентрову сила для створення часткової гравітації, але тепер вони використовують штучну гравітацію. «Вільне падіння» і «Дипломатична недоторканість» вивчають взаємозв'язки між культурами з нульовою гравітацією, та тими, що залежать від гравітації.
Навіть невеликі космічні кораблі використовують штучну гравітацію, щоб захистити своїх пасажирів від впливу високого прискорення, що дозволяло їм перетинати зоряну систему протягом декількох годин або днів. В романах представлений широкий вибір космічних кораблів, як військових, так і комерційних і навіть приватних «яхт».
Транспортні засоби для особистого пересування на планетах зі схожими на земні гравітацією і атмосферою, включають «лайтфлаєри» і «повітряні машини» для далеких відстаней, і «наземні машини» без коліс, які їздять на антигравітаційній подушці. Наземні машини бувають у діапазоні від спортивних моделей до броньованих лімузинів. Системи громадського транспорту, включаючи міські «бульбашкові машини» (окремі модулі, які можуть бути запрограмовані для руху по визначених лініях до місця призначення) і монорейки для великих відстаней. Крім транспортних засобів, інші антигравітаційні пристрої включають «підйомні трубки»  - ліфти без підлоги, які акуратно піднімають або опускають людину всередині; мобільні летючі крісла, які служать як крісла-каталки; стабільні антигравітаційні ліжка та стільці; летючі піддони, використовуються як ручний візок, каталки тощо залежно від контексту.

#### Обчислювальна техніка і комунікації
Суспільство часів життя Майлза Форкосігана є практично безпаперовим. Крім паперових грошей і, можливо, туалетного паперу, папір багато в чому є метафоричним («білий як папір», «опублікувати документ»). Книги, надруковані на папері, є антикваріатом. Однак у «Лабіринті» є посилання на книжковий факс та новинний факс. Папір коштує дорого і використовується тільки для найбільш важливих документів, у тому числі любовних листів. Для заміток і комп'ютерних роздруківок використовуються тонкі пластикові листи.
Двовимірне відео було замінено, мабуть, повністю, з «головідами» у трьох вимірах. Живі головіди замінили телефонні дзвінки, а попередньо записані — листи. Інтерактивні головіди включають в себе карти і фотоальбоми (які портативно переносяться у голокубах) і комп'ютерні моделі, такі як прогнози ходу битви. В Уламках честі, Корделія запозичує камеру головіда репортера, але в більшості книг комп'ютерний/головідний екран, здається, має вбудовану камеру, яка може записувати зображення або відео.
Альтернативою відеозв'язку є бездротове аудіо або зв'язок через рацію. Портативними раціями користуються в основному військові, поліція або інші служби безпеки, і вони налаштовуються на певні канали. Тим самим вони більше схожі на рації, ніж на телефон.
Будь-яке спілкування з іншою системою в галактиці повинне бути записаний на фізичний диск, який транспортується через червоточину; ця методика описана у Дипломатичній недоторканості, де повідомлення спрямовуються променем на космічну станцію на одній стороні червоточини, записуються там на фізичний носій, який переноситься через червоточину, і у зворотньому порядку направляються адресату чи серією через наступну червоточину в послідовності. Це дорого, тому таке спілкування часто є простими текстовими листами.
Комп'ютери у циклі всюдисущі, і базуються в першу чергу на кабельних з'єднаннях і твердих носіях, які включають в себе книги-диски, (які також можуть бути прочитані букрідером і дозволяють виділення і замітки), куб даних, диски даних та чипи. Основним інтерфейсом комп'ютерів здається є сенсорний екран. У «Вільному падінні» та «Уламках честі» є згадка про світлове перо, винахід 1980-х.
Бездротові мережі не поширені. У «Вільному падінні» кожен учень має свою «дошку для записів», яка автоматично записує слова лекції, а дехто щось схоже на ноутбук. Мережі мають тенденцію бути місцевими, обмеженими одним космічним кораблем або військовим департаментом. Освітні мережі є в першу чергу відеоконференціями, а не дистанційною освітою з зсувом у часі. У «Комарр», Єкатерин отримує доступ до медичної інформації на чомусь на зразок Інтернету.
Комконсоль є пристроєм з одним або більше екранами головідів, комп'ютером і різними пристроями введення. Вона може включати будильник тощо.

#### Військові технології
Найсучасніші технології комунікацій є у військовому командуванні. Тактичні кімнати і командні шоломи пропонують вибір візуальних дисплеїв різних видів і аудіовходи, що дозволяють користувачеві відслідковувати індивідуальні та групові рухи, будь то кораблі чи солдати. Цікаво, що ця технологія була описана автором до появи військових відеоігор, в яких було щось схоже.
Особиста зброя включає станнер, із змінними параметрами, який є смертельним тільки для тих, хто має серцеву недостатність; нервовий руйнівник, який майже не чинить видимих пошкоджень, але, по суті, руйнує нервові тканини, і якщо життєво важливі нервові тканини страждають, вбиває жертву; «гільник», яка стріляє багатьма дрібними гострими снарядами («голками»), які розривають плоть жертви, що спричиняє смерть або серйозну травму; і плазмову дугу, яка спалює і потенційно руйнує все на лінії вогню. Плазмова дуга може також використовуватися як інструмент, наприклад, щоб вирити могилу. До того часу, як Майлзу Форкосігану виповнюється 20, у «Грі форів», Колонія Бета починає розробку одягу, який захищає власника від нервових руйнівників.
Більша за розміром зброя включає звукову гранату, гравітаційний вибуховий спис (потребує близькість жертви) і великі плазмові гармати. В «Уламках честі», Колонія Бета розробляє «плазмові дзеркала» -оборонне озброєння для кораблів, які повертають вогонь з плазмової зброї на джерело. Бойові космічні кораблі озброєні гравітаційною зброєю.
Бойові отруйні речовини на планеті Барраяр показуються як військові запаси, які повинні бути знищені (солтоксін, фетаїн). Інші отрути мають свої витоки на Джексонс Хоул або в Цетагандійській імперії, і можуть бути розроблені, щоб призначатися для певної людини або мати обмежений ефект.
Правоохоронним органам, військовим і злочинним групам доступна сироватка правди «фаст-пента». Її вводять за допомогою ін'єкцій («гіпоспрей»), а потім протиотруту наприкінці допиту. Однак, шпигуни і інші, чиї секрети потрібно охороняти можуть мати наведену алергію на фаст-Пента, а деякі люди — природну алергію; в обох випадках використання препарату на алергічній людини призводить до швидкої смерті від анафілактичного шоку. Майлз Форкосіган має своєрідну вроджену реакцію на препарат: це робить його маніакальним. Цикл включає в себе ряд сцен, в яких персонажі під фаст-пента (або телепатичним допитом) розкривають особисті почуття, а також істотні факти.

#### Біосфери
Нексус включає в себе різноманітні екологічні середовища. Деякі планети, такі як Барраяр і Сергіяр, мають гравітацію і атмосферу, схожі на земну, і запаси води. Інші, такі як Колонія Бета і Комарр, можуть бути населені людьми тільки, якщо вони зібралися в містах під куполами або аркологіями з клімат-контролем. Людське життя вимагає ботанічного життя, заснованого на земному, і Буджолд приділяє багато уваги цьому у деяких романах. Більшість придатних до життя планет проходить тераформування, тобто руйнування рідного рослинного і тваринного світу планети та введення земних форм. У «Комарр» ми дізнаємося, що тераформування може в кінцевому підсумку забезпечити придатну для дихання атмосфера за куполом міста. В «Громадській кампанії» можливість генетично модифікованих тварин, які можуть харчуватися місцевою рослинністю та виробляти гній, який підходить для земної рослинності, схвально сприймається віце-регентами нещодавно колонізованої планеті Сергіяр.
Буджолд представила різноманітні реалістичні технології постачання харчів, у тому числі гідропоніка, культивоване або штучно вирощене м'ясо і вирощування риби. З точки футуризму, у «Громадській компанії» показані «масляні жуки», які є носіями мікробів, які виробляють «ідеальне» (з точки зору людських харчових потреб) харчування, що не псується.
Деякі люди живуть в космічних середовищах, напр. квадді у «Вільному падінні». Закрите екологічне середовище космічної станції висміюється в «Етані з Афона», з акцентом на запобігання мікробному забрудненню, залежності кількості повітря від водоростей і тритонів, переробки мертвих і контрабанди на поживну сировину для вирощування штучного м'яса, а також зберігання сміття у вакуумі за межами станції.

#### Медичні технології
Майбутнє Буджолд є тим, в якому генетичні маніпуляції можуть зробити майже будь-якого клону або гібрида. Важливим для маніпуляції геному людини є «маточний реплікатор», який дозволяє репродукцію людини повністю в пробірці. Ембріону і плоду можуть бути вивчені і уточнені в реплікаторі, видаляючи всі небажані риси і компенсуючи недоліки. Крім питань медичної етики, на Барраярі це питання фемінізму, де соціальні ролі жінок були повністю визначались їх репродуктивною функцією. Він також робить можливим повністю чоловіче товариство Афона, де яйцеклітини надходять з яєчників людини, які підтримуються в лабораторії, а не жінки.
Біоінжиніринг створює вузькоспеціалізовані мікроорганізми, гротескні тварини або подарунки для людства такі як «масляні жуки». На людському рівні, експерименти включають спробу створити ідеального солдата («Лабіринт»), ідеального працівника («Вільне падіння»), ідеального шпигуна (Етан з Афона), і навіть ідеальний підводний балет («Дипломатична недоторканість»). Бета є домом для групи гермафродитів, соціального та медичного експерименту, який «не прижився», але породив багато секс-терапевтів. Барраярський страх мутацій протиставляється ставленню біоінженерів про необмежені можливості (вони мало стурбовані свідомістю своїх творінь).
Медичне продовження життя людини має важливе значення в кількох книгах, але особливо «Танку відображень» і «Кріоопіку». Санкціонований урядом відповідальний і врівноважений спосіб життя бетанців призводить до тривалої природної тривалості життя (120 років), а цетагандійський вищий клас продовжує не тільки життя, але і зовнішній вигляд молодості. Будинок Бхарапутра з Джексонс Хоул спеціалізується на трансплантацію мозку від старої людини у молоді клоновані тіла. Майже рутиною з замороження, а потім воскресіння потерпілих від нещасних випадків; «Кріоопік» зображує суспільство, в якому всі ті, хто може собі це дозволити, завмерли в очікуванні відродження, коли медицина вилікувала їх болячки.

### Суспільство
Нексус дозволяє Буджолд уявити Всесвіт, в якому подорожі і спілкування вимагають багато часу і зусиль, оскільки стрибки через червоточину є спеціальним бар'єром. Кожна планета — це свого роду чаша Петрі, в якій окремі людські культури — похідні деякою мірою від культур, історично відомих на Землі — процвітають і змінюються. Культури мають діапазон від монастирської (але не целібатної) утопії Афону до генетично покращених і вельми агресивних мешканців Цетагандійської імперії; від безжальних капіталістів Джексонс Хоул до помірного і наукового Ескобара. Світи Барраяра і Афона мають аспекти доіндустріальної Європи і Америки. Квадді, генномодифіковані, щоб бути досконалими працівниками в невагомості, практикують общинність, в якій «робоча банда» — це основна одиниця управління.
Хоча Буджолд досліджує і висміює безліч всіляких суспільств і упереджень, в її Всесвіт не має або не розглядається кілька джерел соціальної організації та упередження на Землі: мова, колір шкіри і релігії. За винятком двох сцен в романах, всі жителі Нексус говорять англійською, хоча вони можуть знати інші мови і мати планетарний акцент. Більшість персонажів є білі люди. Помітними винятками є згадка, що найбільш поширеним генотипом на Барраярі є оливкова шкіра (плюс карі очі, темне волосся), та окремі персонажі: азіат Кі Танг з Землі; Дюрони (євразійки), родина Аркуа (темний відтінок шкіри.) Планетарну релігію має тільки ізольований Афон, хоча Корделія Нейсміт і Лео Граф (герой «Вільного падіння») вірять в Бога.
Замість цього, Буджолд вбудовує упередження в «локалі», тобто планетарні економіки та історії. Барраярці, що мають одну червоточину, яку потрібно захищати, і придатну для життя планету, потребують і можуть собі дозволити мілітаристське суспільство з певним об'ємом внутрішньої конкуренції по мірі того, які багатодітні родини заселяються в нещодавно терраформовані регіони. Дисципліна для них походить від імператора по повністю чоловічій воєнізованій ієрархії. Бетанці, на ворожій планеті, де вони повинні жити в куполах, покладаються на промисловий експорт; вони обмежують не тільки дітонародження, але і всякого роду поведінку, яка може розглядатися як «антисоціальна». З їх точки зору, барраярське суспільство ірраціональне і відстале, а барраярці вважають бетанців повністю недисциплінованими, посилаючись «бетанські голосування» як перешкоду для прийняття рішень. Планети з багатьма червоточинами поруч перетворилися на центри торгівлі та фінансів, доброзичливі (Комарр, Ескобар) або шкідливі (Джексонс Хоул); на таких планетах засуджується будь-яка загроза торгівля. Нарешті, мешканці космічних станцій зневажають всіх, хто живе на планетах.

### Форкосігани і Барраяр
У більшості книг, крім «Етана з Афону» і «Вільного падіння», головні герої пов'язані з планетою Барраяр, домівкою клану Форкосіган. Буджолд створила історію цієї планети, яка дозволила формат «мечі та космічні кораблі.» Барраяр в часи Майлза Форкосігана володіє космічними кораблями, комп'ютерами та іншими високими технологіями, але його культура пам'ятає дуелі, святкує день народження імператора, даруючи йому мішки золота; має традиційні лівреї для кожного клану та пожиттєвих слуг. У примітивних кутках планети навіть ще не вмерла традиція обстежувати новонароджених на наявність дефектів і практика дітовбивства, якщо такі будуть знайдені.
Барраяр — планета, колонізована людьми за чотириста років до «Уламків честі», першого роману Саги про Форкосіганів. Незабаром після колонізації, 50 000 чоловік залишились в ізоляції в результаті того, що єдина червоточина, що з'єднувала Барраяр з іншим людством, закрилась. Протягом наступних століть («Час ізоляції»), колонія зазнала соціального і технологічного регресу, в ній розвилась феодальна форма правління, при якій Імператор Барраяра підтримується шістдесятьма регіональними графами та іншою дрібною аристократією, яка позначається префіксом Фор- у прізвищі. Каста форів — військова, а культура Барраяра — дуже мілітаристична та ієрархічна.
Барраяр був врешті-решт знову відкритий через іншу червоточину біля багатої торгової планети Комарр. Остання дозволила цетагандійцям вторгнутись на Барраяр в обмін на права торгівлі. Незважаючи на значну технологічну перевагу, цетагандійців вибили з великими витратами з планети через багато років після окупації та партизанської війни, значною мірою завдяки керівництву генерала графа Петра Форкосігана, діда Майлза по батьківській лінії. З помсти барраярці завоювали Комарр під командуванням Адмірала Арала Форкосігана, батька Майлза.
Арал Форкосіган зустрів Корделію Нейсміт, номінального ворога з Колонії Бета, на початку іншої війни. Змушені співпрацювати разом, щоб вижити на ворожій планеті, вони закохалися і врешті-решт одружилися.
Арал став  регентом для малолітнього імператора Грегора Форбарри. В результаті замаху на його життя, постраждала ненароджена дитина вагітної Корделії. Вона була вимушена застосовувати експериментальні медичні процедури, щоб врятувати ще не народжену дитини. Фізичний розвиток Майлза сильно постраждав і, як дорослий, він був не вище підлітка-хлопчика і дещо деформований. Сам не будучи мутантом, він стикався з глибоко вкоріненим упередження проти мутантів у своєму рідному світі. Маючи майже патологічну цілеспрямованість і високий інтелект, спираючись на підтримку батьків і їх високий соціальний ранг, він побудував незвичайну військову і цивільну кар'єру в Барраярський Імперії.

## Сприйняття циклу

### Нагороди та номінації
- «Вільне Падіння» — виграв премію «Неб'юла» за найкращий роман 1988 року; номінований на премію Г'юго за найкращий роман 1989 р.[10][11]
- «Гори скорботи» — виграв премії Г'юго і Неб'юла 1990 року за найкращу новелу[12]
- «Синоптик» — номінований на премію Неб'юла 1991 року за найкращу новелу[13]
- «Гра форів» — виграв Г'юго за найкращий роман 1991 р.;[14] номінований на премію Локус за найкращий науково-фантастичний роман у тому ж році[15]
- «Барраяр» — виграв премії Г'юго і Локус в 1992 році,[16] номінований на Премії Неб'юла за найкращий роман 1991 року[15]
- «Танок відзеркалень» — виграв премії Г'юго і Локус за найкращий роман в 1995 році[17]
- «Цетаганда» — номінований на премію Локус 1997 р.[18]
- «Пам'ять» — номінація на премії Г'юго, Неб'юла, Локус  в 1997 році[18]
- «Громадська кампанія» — номінація на премії Г'юго, Неб'юла, Локус в 2000 році[19]
- «Дипломатична недоторканість» — номінований на премію Г'юго 2002 року[20]
- «Подарунки до зимових свят» — номінація на премію Г'юго 2005 р. за найкращу новелу[21]
- «Кріоопік» — номінація на премії Г'юго[22] і Локус[23] в 2011 році
- «Альянс капітана Форпатріла» — номінація на премію Г'юго[24] 2013 р.

### Продажі і міжнародна популярність
Три романи потрапили у список бестселерів Нью-Йорк Таймс, коли вперше були випущений в твердій палітурці: «Громадська кампанія» — № 26, «Дипломатична недоторканість» — № 25, і «Кріоопік» — № 32.
Романи були перекладені на ряд мов.
Комікс «Учень воїна» був опублікований у Франції в січні 2010 року, перший із запланованої серії під назвою «La Saga Vorkosigan».